# Kékszemű nektárpitta
A kékszemű nektárpitta (Neodrepanis coruscans) a madarak osztályának verébalakúak (Passeriformes) rendjébe, a bársonypittafélék (Philepittidae) családjába tartozó faj.

## Előfordulása
Madagaszkár magas hegyi esőerdeiben él, 400–1450 m tengerszint feletti magasságban.

## Megjelenése
A felnőtt madár  10 cm magasságú és 25 gramm tömegű.

## Életmódja
Virág nektárral, rovarokkal táplálkozik.